# 1999 RU214
1999 RU214, também escrito como 1999 RU214, é um objeto transnetuniano que está localizado no disco disperso, uma região do Sistema Solar. Ele possui uma magnitude absoluta de 7,3 e, tem um diâmetro estimado com cerca de 153 km, por isso existem poucas chances que o mesmo possa ser classificado como um planeta anão, devido ao seu tamanho relativamente pequeno.

## Descoberta
1999 RU214 foi descoberto no dia 06 de setembro de 1999 pelos astrônomos C. A. Trujillo, D. C. Jewitt e J. X. Luu.

## Órbita
A órbita de 1999 RU214 tem uma excentricidade de 0.339 e possui um semieixo maior de 55.501 UA. O seu periélio leva o mesmo a uma distância de 36.688 UA em relação ao Sol e seu afélio a 74.314.